# Domgermain
Domgermain ist eine französische Gemeinde mit 1.134 Einwohnern (Stand: 1. Januar 2022) im Département Meurthe-et-Moselle in der Region Grand Est (bis 2015 Lothringen). Sie gehört zum Arrondissement Toul und zum Kanton Toul.

## Geographie
Domgermain liegt etwa 20 Kilometer westsüdwestlich von Nancy und fünf Kilometer südwestlich von Toul. Nachbargemeinden von Domgermain sind Choloy-Ménillot im Westen und Norden, Écrouves im Nordosten, Toul im Nordosten und Osten, Charmes-la-Côte im Süden sowie Rigny-Saint-Martin im Südwesten.
Durch den Nordosten der Gemeinde verläuft die Route nationale 4. Der Bahnhof liegt an der Bahnstrecke Culmont-Chalindrey–Toul.
Die Gemeinde gehört zum Weinbaugebiet Côtes de Toul.

## Bevölkerungsentwicklung
| Jahr                       | 1962 | 1968 | 1975 | 1982 | 1990 | 1999 | 2006 | 2019 |
| Einwohner                  | 794  | 756  | 735  | 912  | 1002 | 1084 | 1234 | 1164 |
| Quellen: Cassini und INSEE |      |      |      |      |      |      |      |      |

## Sehenswürdigkeiten
- Kirche Saint-Maurice
- Kapelle Saint-Maurice aus dem 15. Jahrhundert
- Fort von Domgermain, Festung aus dem 19. Jahrhundert
- alte Fayencerie von Bois-le-Comte

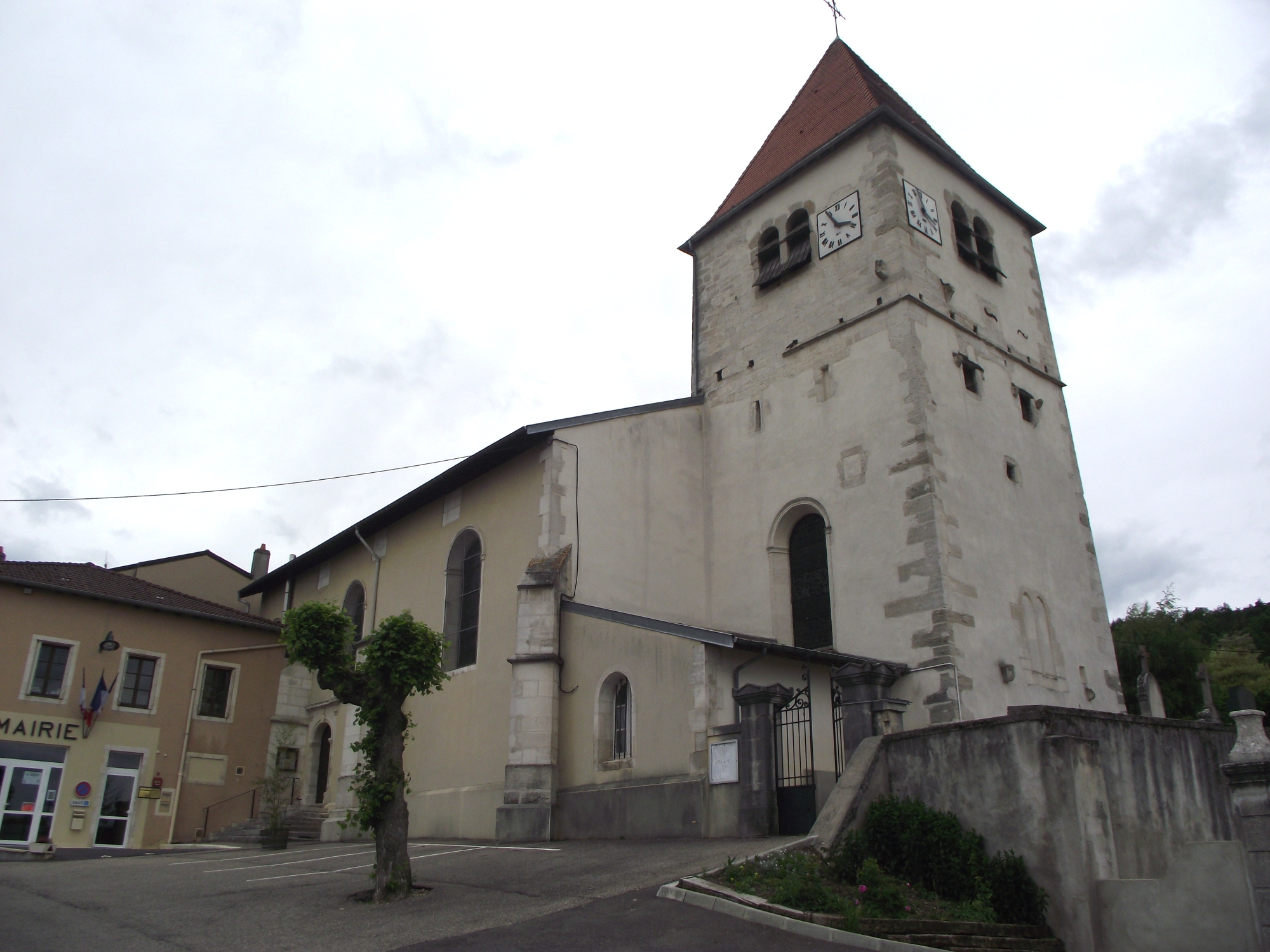
Kirche Saint-Maurice
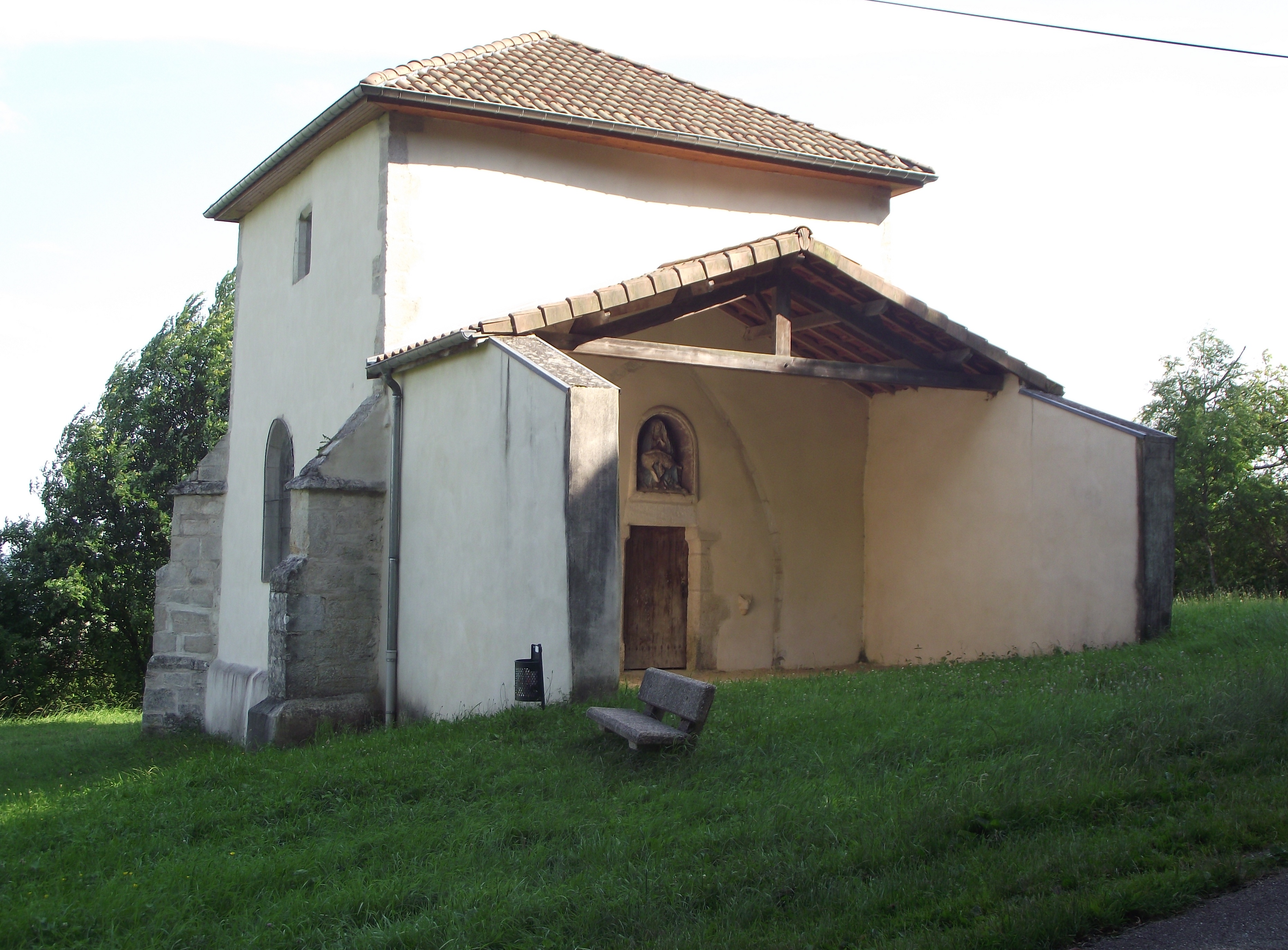
Kapelle Saint-Maurice
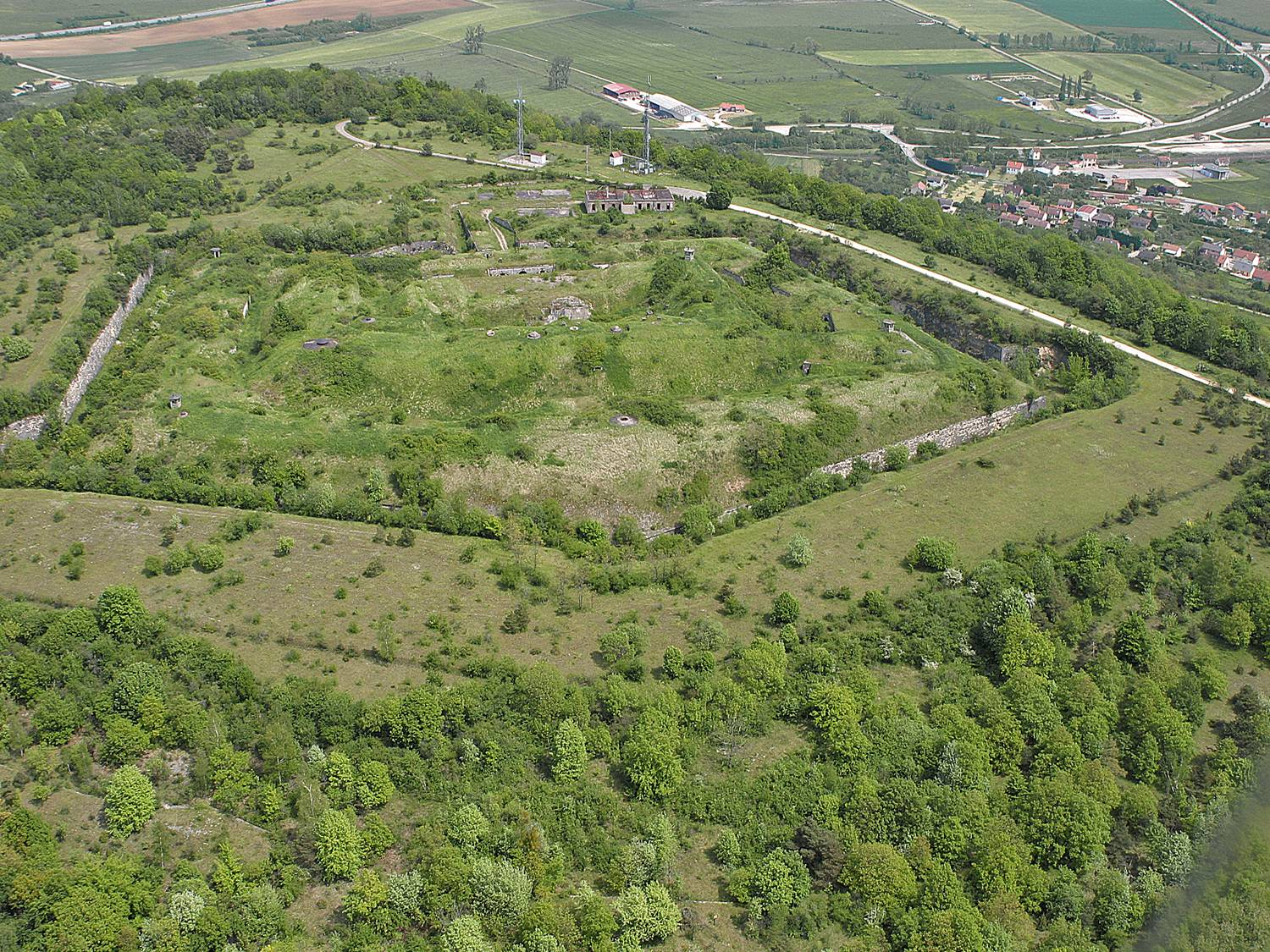
Fort von Domgermain